# Салдус (станция)
Са́лдус (латыш. Saldus) — железнодорожная станция в северной части города Салдус, Латвия на 67-м км участка Глуда — Лиепая линии Елгава — Лиепая. Обслуживает преимущественно грузовые поезда. Из пассажирских поездов в Салдусе останавливается поезд сообщением Рига — Лиепая.

## История
Станция открыта 10 августа 1928 г. В 1931 г. на границе города, в 3-х км. от центра, по проекту профессора П. Федерса построено двухэтажное пассажирское здание. Первый этаж здания — каменный, второй — деревянная мансарда. Зал ожидания высотой в оба этажа. Здание станции Салдус, занимающее площадь в 726 м², является самым большим на участке Глуда — Лиепая..